# 1925 en Suisse
Chronologie de la Suisse
- 1921
- 1922
- 1923
- 1924
- 1925
- 1926
- 1927
- 1928
- 1929

Chronologie de la Suisse
1924 en Suisse - 1925 en Suisse - 1926 en Suisse

## Gouvernement au1erjanvier 1925
- Conseil fédéral[1]:
  - Jean-Marie Musy PDC, président de la Confédération
  - Heinrich Häberlin PRD, vice-président de la Confédération
  - Giuseppe Motta PDC
  - Edmund Schulthess PRD
  - Robert Haab PRD
  - Ernest Chuard PRD
  - Karl Scheurer PRD

## Évènements

### Janvier
Mercredi 14 janvier 
- Décès à Berne, à l’âge de 62 ans, de l’ancien conseiller fédéral Camille Decoppet.

 Samedi 31 janvier 
- Début des Championnats du monde de patinage artistique à Davos (GR).
- Décès à Meilen (ZH), à l’âge de 76 ans, du général Ulrich Wille.

### Février
Samedi 14 février 
- Premiers vols, à Dubendorf (ZH), d’un Junker transportant 10 passagers dans une carlingue entièrement métallique.

 Mardi 17 février 
- Décès à Beckenried (NW), à l’âge de 58 ans, de la romancière Isabelle Kaiser.

 Jeudi 19 février 
- L’Office des faillites de Locarno autorise la mise en vente aux enchères des deux Îles de Brissago (TI), appartenant jusqu’ici à la baronne Antoinette de Saint Léger.

### Mars
Mercredi 18 mars 
- Un incendie détruit le bateau à vapeur Bonivard, alors qu’il était ancré au port d’Ouchy (VD).

 Samedi 21 mars 
- À la suite de l’approbation de l’initiative populaire sur l’interdiction des maisons de jeu, celles-ci mettent un terme à leur activité.

 Mercredi 25 mars 
- Décès à Herzogenbuchsee (BE), à l’âge de 85 ans, d’Amélie Moser, pionnière du féminisme suisse.

 Lundi 30 mars 
- Décès à Dornach (SO), à l’âge de 64 ans, de l’anthroposophe Rudolf Steiner.

### Avril
Dimanche 18 avril 
- Le village de Susch (GR) est ravagé par un incendie.

### Mai
Dimanche 24 mai 
- Votations fédérales. Le peuple rejette, par 390 129 non (58,0 %) contre 282 527 oui (42,0 %), l’Initiative populaire « Assurance invalidité, vieillesse et survivants (Initiative Rothenberger) ».

### Juin
Dimanche 7 juin 
- Le Servette FC s’adjuge, pour la quatrième fois de son histoire, le titre de champion de Suisse de football.
- Première, au Théâtre du Jorat, à Mézières (VD), de l’opéra Judith, d’Arthur Honegger.

 Mercredi 24 juin 
- Le Conseil municipal de la ville de Berne décide qu'aucune manifestation ne pourra désormais se tenir sur la Place fédérale lors des sessions des Chambres fédérales.

 Samedi 27 juin 
- Ouverture à Lausanne de la Foire internationale de produits coloniaux et exotiques comprenant un village africain, peuplé de septante Guinéens et Sénégalais.

### Juillet
Mercredi 1er juillet 
- A Bellinzone (TI), le Congrès international des cheminots s’inquiète de la concurrence du transport de marchandises par la route.

 Mardi 7 juillet 
- Décès à Lausanne, à l’âge de 79 ans, du professeur de théologie Henri Vuilleumier, auteur d’une Histoire de l'Église réformée du Pays de Vaud sous le régime bernois.

### Août
Samedi 1er août 
- Entrée en vigueur de la loi fédérale sur les drogues. Jusqu’ici, l’importation et l’exportation de toutes les drogues étaient autorisées.
- Assouplissement du trafic des voyageurs entre la Suisse et l’Allemagne. Les visas pour la Suisse peuvent être obtenus à la gare badoise de Bâle.

 Jeudi 20 août 
- Décès à Zurich, à l’âge de 66 ans, du romancier Jakob Christoph Heer.

 Mardi 25 août 
- Les premiers camions-magasin Migros sillonnent Zurich et ses environs en proposant des marchandises vendues entre dix et trente pour cent moins chères que dans les épiceries.

### Septembre
Mercredi 2 septembre 
- Fondation à Bâle de la compagnie aérienne Balair.

### Octobre
Mercredi 14 octobre 
- Ouverture à Genève du Congrès sur les minorités.

 Vendredi 16 octobre 
- Signature des Accords de Locarno.

 Dimanche 25 octobre 
- Votations fédérales. Le peuple approuve, par 946 077 oui (54,5 %) contre 789 209 non (45,5 %), l’arrêté fédéral à la Confédération le droit de légiférer sur les étrangers. Jusqu'ici, les cantons étaient compétents en la matière.
- Élections au Conseil national. Progression de la gauche, avec le parti socialiste qui gagne 6 sièges et les communistes qui en obtiennent 3. Avec 59 sièges, le partir radical demeure le plus fort parti du pays, devant les socialistes (49 élus) et le groupe conservateur-catholique (42). Pour la première fois, les élections fédérales font l’objet d’un reportage radiophonique.

### Novembre
Jeudi 19 novembre 
- Première émission de Radio-Berne.

 Dimanche 22 novembre 
- Inauguration du Stade du Letzigrund, à Zurich.

### Décembre
Samedi 5 décembre 
- Fondation du Schweizer Heimatwehr ou Ligue populaire pour l'indépendance de la Suisse, mouvement d’obédience national-socialiste.

 Dimanche 6 décembre 
- Votations fédérales. Le peuple approuve, par 410 988 oui (65,4 %) contre 217 483 non (34,6 %), l’arrêté fédéral concernant l'assurance en cas de vieillesse, l'assurance des survivants et l'assurance en cas d'invalidité.

 Mardi 29 décembre 
- Décès à Paris, à l’âge de 60 ans, du peintre Félix Vallotton.